# 439 km (obwód pskowski)
439 km (ros. 439 км) – przystanek kolejowy w miejscowości Otradnoje, w rejonie nowosokolnickim, w obwodzie pskowskim, w Rosji. Położony jest na linii Petersburg - Newel - Witebsk, w pobliżu jeziora Asco.